# Поваренка (село)
Поваренка (рос. Поваренка) — село у Коченевському районі Новосибірської області Російської Федерації.
Входить до складу муніципального утворення Поваренська сільрада. Населення становить 1110 осіб (2010).

## Історія
Згідно із законом від 2 червня 2004 року органом місцевого самоврядування є Поваренська сільрада.

## Населення
| 2002 | 2007  | 2010  |
| ---- | ----- | ----- |
| 1238 | ↘1217 | ↘1110 |